# Азизов, Марат Халитович
Мара́т Хали́тович Ази́зов (20 декабря 1985, Москва, СССР) — российский футболист, игрок в мини-футбол. Нападающий сургутского клуба Факел. Выступал за сборную России по мини-футболу.

## Биография
Воспитанник московской футбольной ДЮСШ «Сокол». После неудачных просмотров в дублях «Локомотива» и «Сатурна» принял решение перейти в мини-футбол. Игрок московского мини-футбольного клуба ЦСКА с 2002 года. В сезоне 2004/05 отдавался в аренду в клуб Высшей лиги «Мытищи», а в первой половине 2009 года — в «Норильский никель». В сезоне 2009/10 вернулся в московский ЦСКА, за который провёл более 250 игр.
Вместе со сборной России стал бронзовым призёром Чемпионата Европы по мини-футболу 2007 и полуфиналистом чемпионата мира 2008 года.

## Достижения
- Полуфиналист чемпионата мира по мини-футболу 2008
- Бронзовый призёр чемпионата Европы по мини-футболу 2007